# Kâmpóng Cham (prowincja)
Kâmpóng Cham (khm. ខេត្តកំពង់ចាម) – prowincja w centralno-wschodniej Kambodży. W 1998 roku zamieszkana przez 1 608 914 osób. Dziesięć lat później miała około 70 tysięcy mieszkańców więcej, jest to najbardziej zamieszkana prowincja w Kambodży.
Prowincja podzielona jest na 16 dystryktów:
- Bathéay
- Châmkar Leu
- Cheung Prey
- Dambae
- Kâmpóng Cham
- Kâmpóng Siem
- Kâng Méas
- Kaôh Soutin
- Kroch Chhmar
- Mémót
- ’Âor Reĕng Au
- Pônhéa Krêk
- Prey Chhôr
- Srei Sânthôr
- Stœ̆ng Tráng
- Tboung Khmum